# Anders Lundin
Anders Erik Lundin, född 8 september 1958 i Farsta i Stockholm, är en svensk programledare, artist, skådespelare, komiker och textförfattare.

## Biografi
Lundin växte upp i Farsta i södra Stockholm. Han arbetade som lärare i samhällskunskap, historia och geografi innan han utbildade sig på Dramatiska Institutets radioproducentlinje.

### Tidiga film- och TV-år
Lundin filmdebuterade 1987 i kortfilmen Artisten som 1988 fick The British Academy Film Award för bästa kortfilm. Lundin var programledare för humorprogrammet Glädjetåget på Sveriges Radio P3 1990–1993.
Han medverkade under 1990-talet i Björnes magasin, Bullen och andra barnprogram.
Anders Lundin hade huvudrollen i långfilmen Slutspel från 1997 där han spelade mot bland andra Lennart Jähkel, Peter Haber, Melinda Kinnaman och Sven-Bertil Taube.

### Scen- och musikprogram
År 1999 var Lundin programledare för Melodifestivalen och året därpå var han värd för Eurovision Song Contest tillsammans med Kattis Ahlström. Han programledde Expedition: Robinson åren 1999–2004.
Han var program- och allsångsledare för Allsång på Skansen 2004–2010 (han ledde också inofficiellt allsången 2003 då han var sin företrädare Lasse Berghagens "praktikant"). Lundin återvände som programledare för Robinson vårsäsongen 2023.

### Musik
Lundin har skrivit sånger med Lars In de Betou, som utgivits bland annat under titeln Känsliga bitar och sänts som musikvideor i Sveriges Television. För deras skiva Mycket känsliga bitar vann de en Grammis 2004. Lundin skrev texterna, medan In de Betou stod för musiken.
I mars 2009 släppte Anders Lundin sitt debutalbum där han framför egenskrivna sånger. Första singeln "Nåt riktigt fint till dig" släpptes i december 2008. Hösten 2019 släppte Lundin sitt andra soloalbum "Här är jag nu", med visor på svenska.

### Övrig karriär
Från starten 2011 har Lundin varit programledare för släktforskningsprogrammet Allt för Sverige.
Anders Lundin är en del av komikergänget R.E.A.
Lundin har varit Sommarpratare åren 1995, 1999 och 2009.

## Familj
Lundin är gift och har två barn med sångerskan Kerstin Ryhed Lundin. Hon har tidigare varit med i kören i Allsång på Skansen. Lundins mor är tyska från Köln och hans far från Ådalen.
År 2008 blev Lundin utsedd till Filipstads ambassadör tillsammans med sin hustru.

## Diskografi
- Sånger från TV-programmen Var och varannans värld och Planeten Pi (CD, 1994)
- Känsliga bitar (CD, 1999)[7]
- Mycket känsliga bitar (CD/DVD, 2004)[8]
- Buckliga ord knyckiga låtar (CD 2009)
- Här är jag nu (Album 2019)

## Filmografi

### Filmer i urval
- 1987 – Artisten (kortfilm)
- 1997 – Slutspel
- 2011 – Kusin Al Fakir (kortfilm)

### TV i urval
- 1996 – Sverige–Sovjet
- 1999 – Melodifestivalen (TV-serie)
- 1999–2004 – Expedition Robinson (TV-serie)
- 2000 – Eurovision Song Contest (TV-serie)
- 2003–2010 – Allsång på Skansen (TV-serie)
- 2013 – Det hände här
- 2015 – Mitt i naturen
- 2011–2024 – Allt för Sverige (TV-serie)
- 2021 – Mullvaden
- 2023 – Robinson (TV-serie)